# Kokoda Front Line
Kokoda Front Line is een met een Oscar beloonde Amerikaanse documentaire uit 1942 van regisseur Ken G. Hall. De rolprent ging op 18 september 1942 in première.

## Inhoud
Kokoda Front Line is een verslag van cameraman Damien Parer over zijn tijd in Nieuw-Guinea. Het bevat beelden van Australische militairen die ten strijde trekken, gewond afgevoerd worden en bevoorraad worden vanuit de lucht.
Kokoda Front Line duurt 9 minuten. Het verscheen later op een 72 minuten durende dvd over de documentaire.

## Prijzen
- Academy Award voor Beste Documentaire

Kokoda Front Line won de eerst uitgereikte Oscar voor beste documentaire. Het deelde de bekroning met The Battle of Midway, Moscow Strikes Back en Prelude to War. 